# Józef Unszlicht

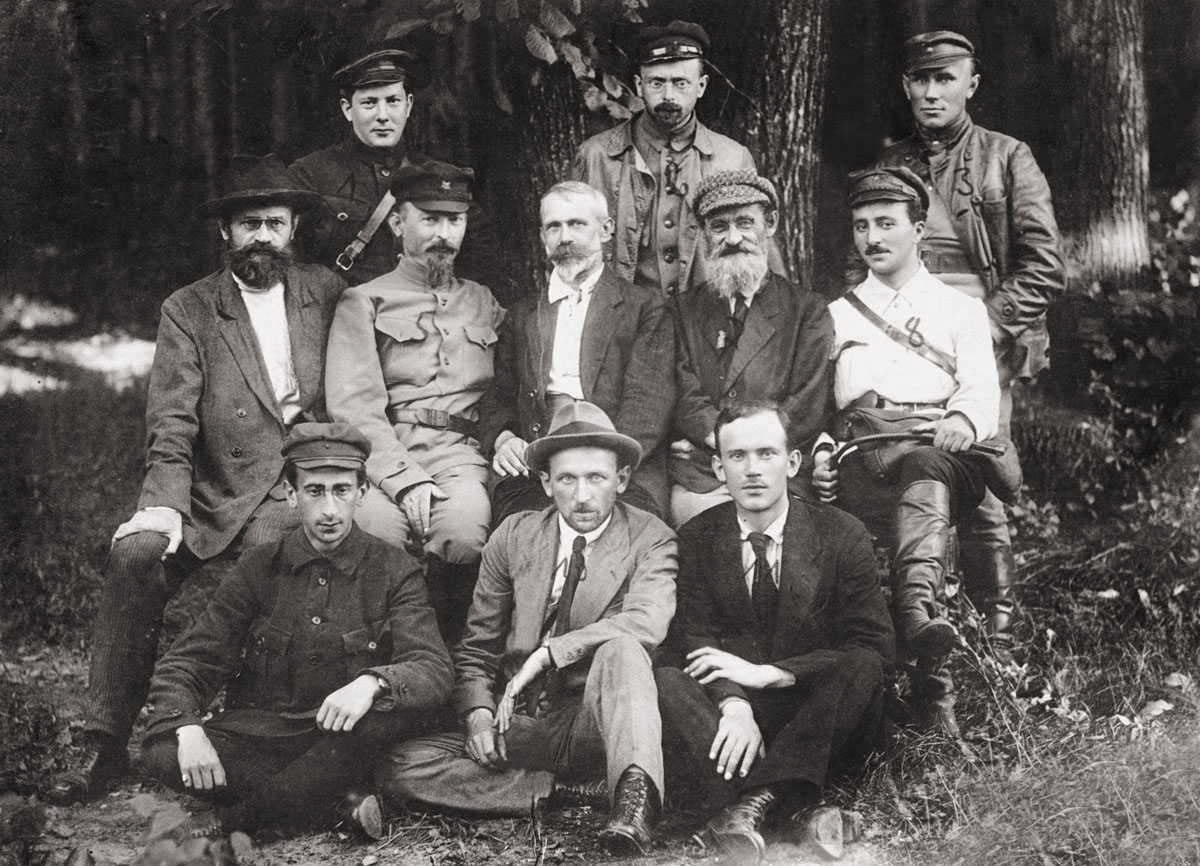
Az ideiglenes Lengyel Forradalmi Katonai Tanács 1920-ban
(A középső sorban jobbra az első Józef Unszlicht)

Józef Unszlicht, vagy Iosif Unshlikht (oroszul: Иосиф Станиславович Уншлихт; becenevei "Jurowski", "Leon") (1879. december 31. [juliánus naptár szerint: december 19.] Mława, Plocki kormányzóság – 1938. július 28. Moszkvai terület, Kommunarka falu); bolsevik forradalmár, aktivista, szovjet állami- párt- és katonai vezető. 1900-tól tagja a kommunista pártnak, egyik alapítója volt a Csekának. Tevékeny résztvevője, sőt kezdeményezője a bolsevik forradalom néhány borzasztó túlkapásának, ideértve a politikai ellenfelek tömeges meggyilkolását is.
1900-tól tagja a Lengyel Királyság és Litvánia Szociáldemokrata Pártjának (SZDKPiL), majd az Oroszországi Szociáldemokrata Munkáspárt (OSZDMP) bolsevik szárnyának  1906-tól (az egyesülést követően); többször letartóztatták, és száműzték; részt vesz a Lenin vezette októberi szocialista forradalomban és 1918-ban csatlakozott a Vörös Hadsereghez. Az SZK(b)P IX. X. XII. XIV–XVII. kongresszusának  küldöttje; a Vörös Zászló érdemrend kitüntetettje.

## Életrajz
- 1917. február – az OSZDMP irkutszki testületében dolgozik
- 1917. április – tagja a szentpétervári szovjetnek, küldött a VI. pártkongresszuson
- 1917. október – a szentpétervári Katonai Forradalmi Bizottság tagja
- 1917. december – alapító tagja a Csekának
- 1918 elején – harcol a németekkel Pszkovnál
- 1918. április – 1919. január – a hadifoglyok és menekültek Központi Testületének az elnöke
- 1919. februártól – a Litván–Belorusz Szovjet Szocialista Köztársaság Katonai Ügyek népbiztosa, a Litván–Belorusz Kommunista Párt Központi Bizottságának elnökségi tagja
- 1919. április – a Litván-Belorusz Szovjet Szocialista Köztársaság Honvédelmi Tanácsának elnökhelyettese
- 1920. – a lengyel–szovjet háború alatt az ideiglenes lengyel Forradalmi Katonai Tanács tagja; a Nyugati front és a 16. hadsereg Forradalmi Katonai Tanácsának tagja, a lengyelországi bolsevista bábkormány (Polrewkom) tagja
- 1921 áprilisától – a Cseka (későbbi GPU) elnökhelyettese A Cseka elnöksége 1921-ben (Balról a második Józef Unszlicht)

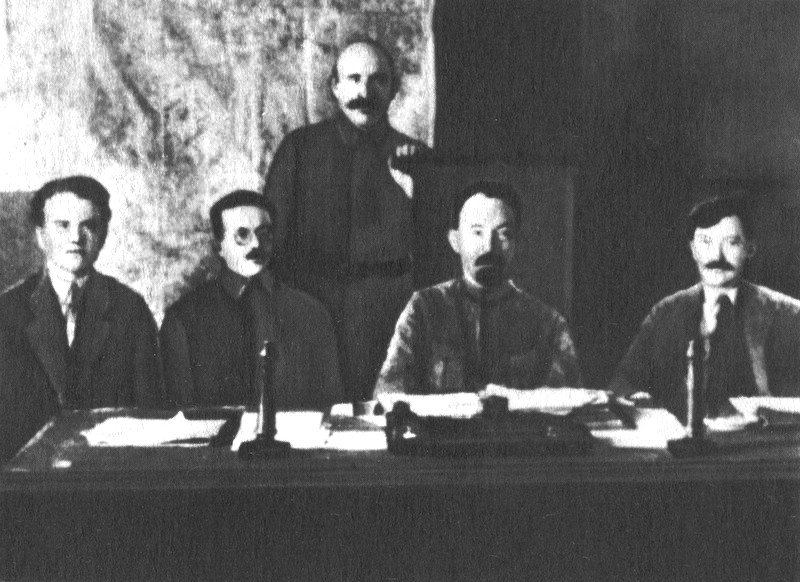
A Cseka elnöksége 1921-ben (Balról a második Józef Unszlicht)

- 1923 őszétől – a Szovjetunió Forradalmi Katonai Tanácsának tagja és a Vörös Hadsereg ellátó osztályának vezetője
- 1924. óta – az SZK(b)P Központi Végrehajtó Bizottságának a tagja
- 1925. – jelölik az SZK(b)P Központi Bizottsági tagságra
- 1925. február – 1930. június - a Szovjetunió Forradalmi Katonai Tanácsának elnökhelyettese és helyettes népbiztosa a katonai és haditengerészeti ügyeknek
- 1927. január – Védelmi, Repülési és Vegyipari Építési Együttműködési Közösség (OSZAVIAHIM) elnöke
- 1930–1933. – a Legfelsőbb Gazdasági Tanács elnökhelyettese
- 1933–1935. – a polgári légiflotta felső vezetésének főnöke
- 1935. február – az SZK(b)P Központi Végrehajtó Bizottság helyettes titkárává választják
- 1937. június 11. – letartóztatják a Nagy Tisztogatás csúcspontján
- 1938. július 28. – a Szovjetunió Legfelsőbb Bíróságának Katonai Kollégiuma halálra ítéli
- 1938. július 29. – kivégzik a Moszkva melletti Kommunarkában

1956-ban posztumusz rehabilitálták és helyreállították a párttagságát.

## Fordítás
- Ez a szócikk részben vagy egészben  a   Józef Unszlicht című angol Wikipédia-szócikk fordításán alapul.  Az eredeti cikk szerkesztőit annak laptörténete sorolja fel. Ez a jelzés csupán a megfogalmazás eredetét és a szerzői jogokat jelzi, nem szolgál a cikkben szereplő információk forrásmegjelöléseként.
- Ez a szócikk részben vagy egészben  a(z)   Уншлихт, Иосиф Станиславович című orosz Wikipédia-szócikk fordításán alapul.  Az eredeti cikk szerkesztőit annak laptörténete sorolja fel. Ez a jelzés csupán a megfogalmazás eredetét és a szerzői jogokat jelzi, nem szolgál a cikkben szereplő információk forrásmegjelöléseként.